# Iguanura remotiflora
Iguanura remotiflora är en enhjärtbladig växtart som beskrevs av Hermann Wendland. Iguanura remotiflora ingår i släktet Iguanura och familjen Arecaceae. Inga underarter finns listade i Catalogue of Life.